# (8651) Alineraynal
(8651) Alineraynal (1989 YU5) – planetoida z grupy przecinających orbitę Marsa okrążająca Słońce w ciągu 3,48 lat w średniej odległości 2,29 au. Odkryta 29 grudnia 1989 roku przez Belga, Eric Walter Elst.